# Композиция XX
„Композиция XX“ (на английски: Composition XX) е картина от унгарския художник Янос Матис-Туш от 1920 г.
Картината е нарисувана с маслени бои върху платно и е с размери 120 x 90 cm. По начина, по който Янос Матис-Туш използва тълкуването на цветовете и символизма на формите, обяснява увереността му в изразяването му в изобразителното изкуство. Листата и венчелистчетата, подобни на горящи пламъци, създават игра на форми и цветове, обикалящи около ядрото. Цветовата гама е ярка и разнообразна, от бяло до различни нюанси на жълтото, червеното и синьото. Творбата му е представител на абстрактния период в творчеството на художника.
Картината е част от колекцията на Националния музей „Брукентал“ в Сибиу, Румъния.